# Petits navires de Dunkerque
Cet article court présente un sujet plus développé dans : Évacuation de Dunkerque.

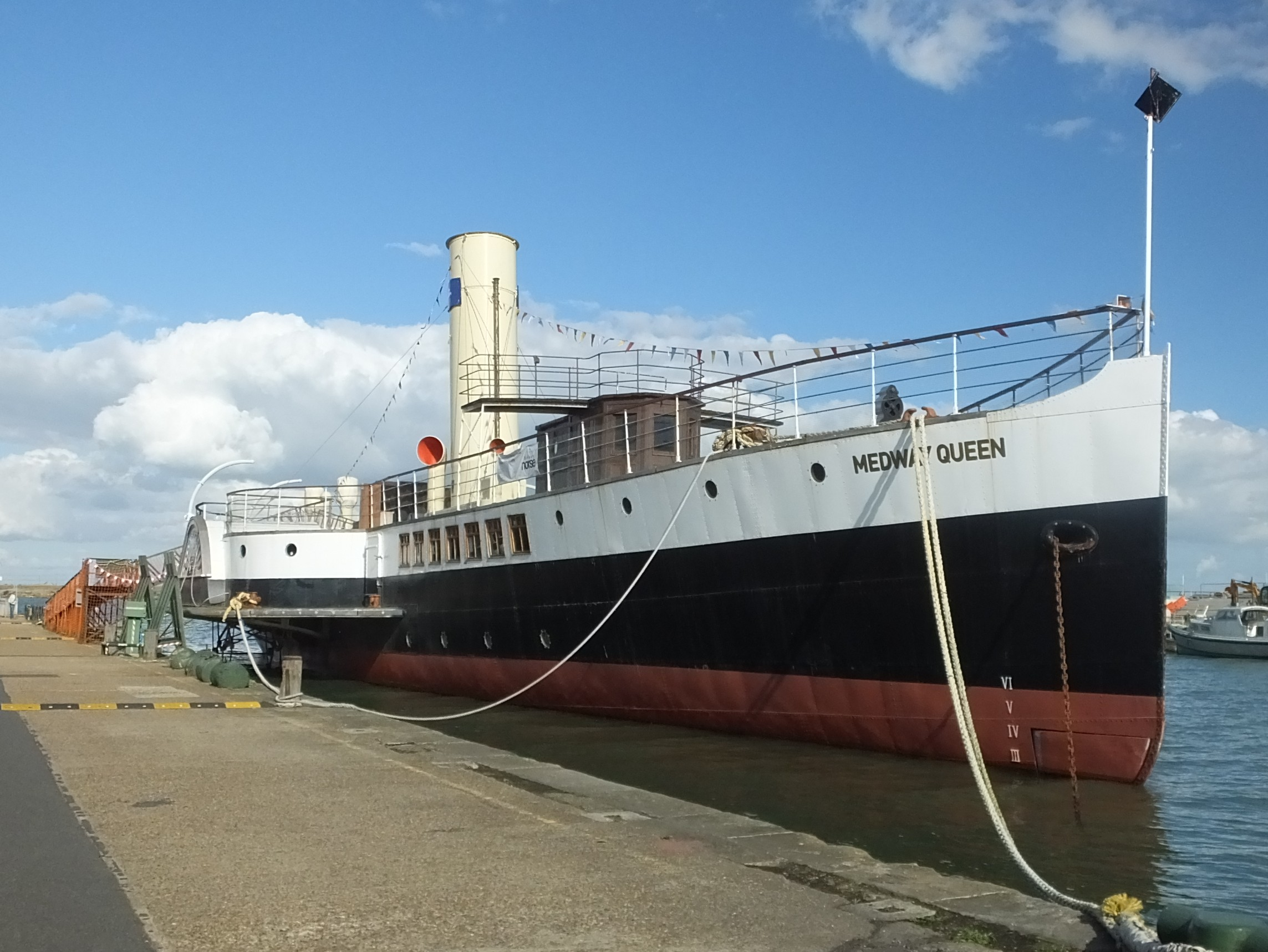
Le PS Medway Queen, l'un des navires notables des petits navires de Dunkerque.

Les « petits navires de Dunkerque » (en anglais : Little Ships of Dunkirk) sont près de 700 bateaux privés qui ont navigué de Ramsgate en Angleterre à Dunkerque en France entre le 26 mai et le 4 juin 1940 dans le cadre de l'évacuation de Dunkerque, aidant ainsi à sauver plus de 338 000 soldats britanniques et français piégés sur les plages de Dunkerque au cours de la Seconde Guerre mondiale.
Flottille hétéroclite, elle est composée de bateaux de la marine marchande, de la flotte de pêche, de la flotte de plaisance et des canots de la Royal National Lifeboat Institution.

## Dans le filmDunkerque
Cet événement est notamment décrit dans le film Dunkerque (2017) de Christopher Nolan. Y apparaissent onze navires ayant réellement participé à l'évacuation.

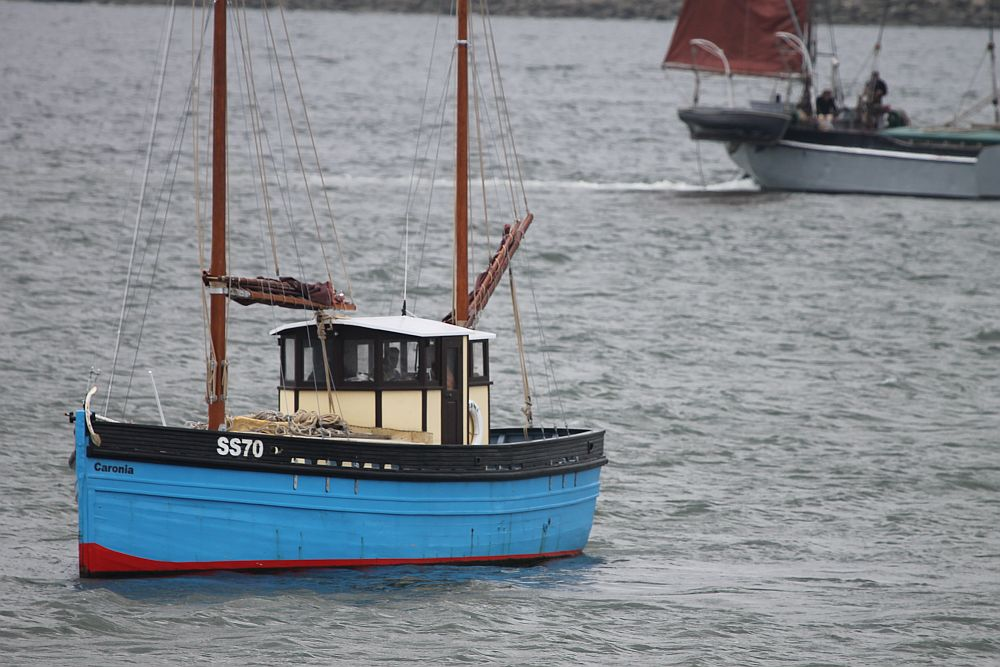
Caronia
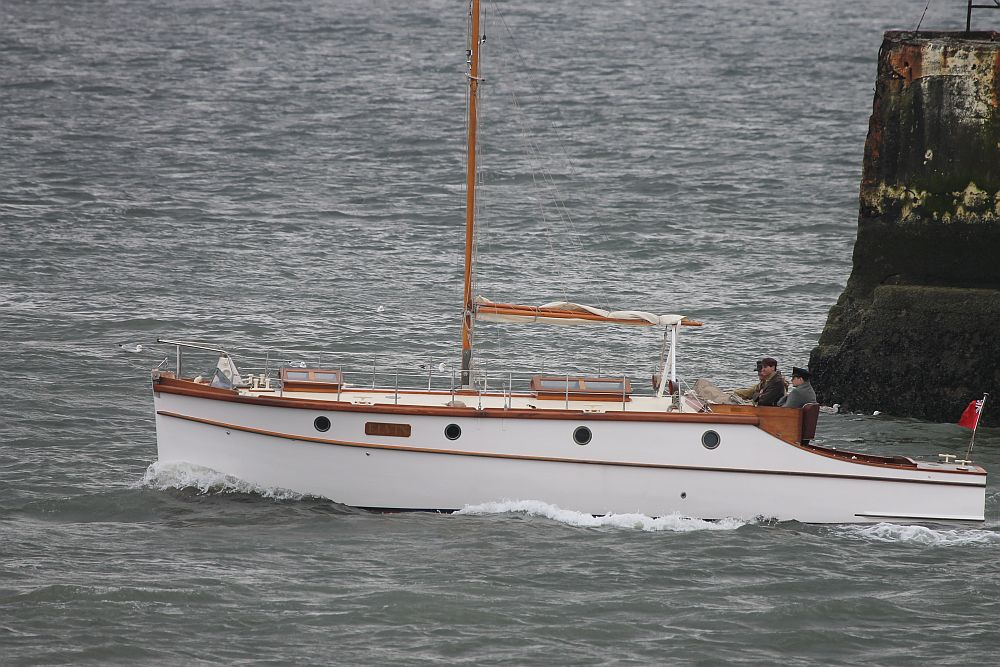
Elvin
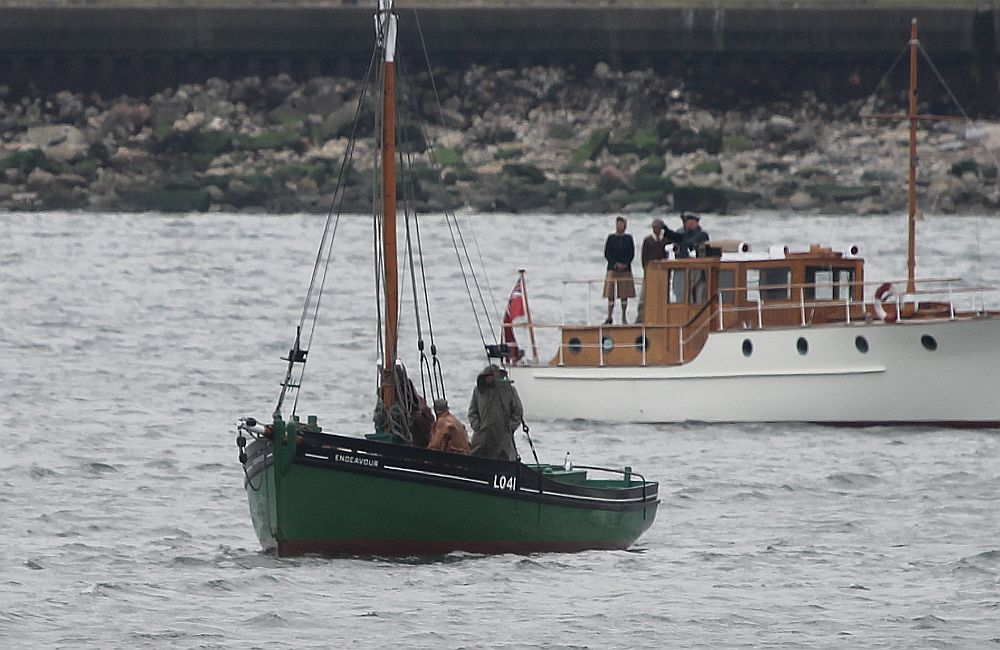
Endeavour
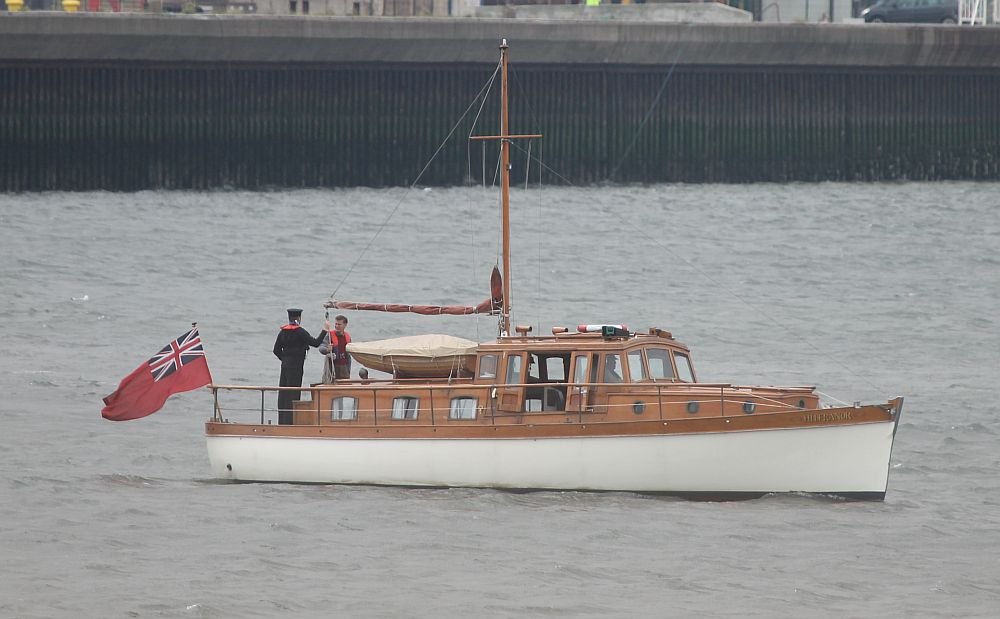
Hilfranor
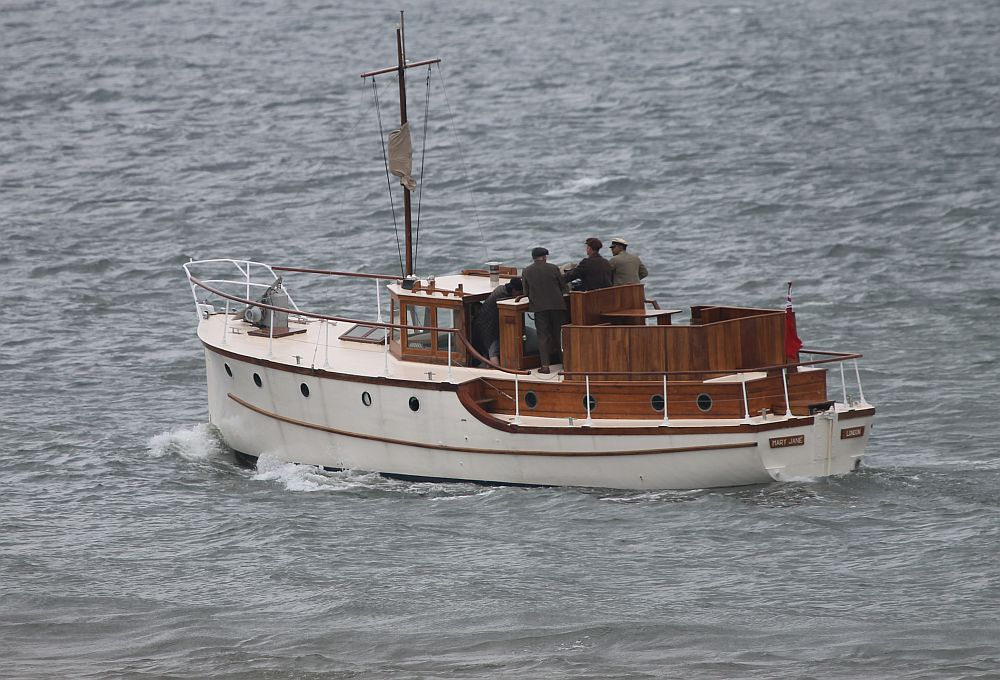
Mary Jane
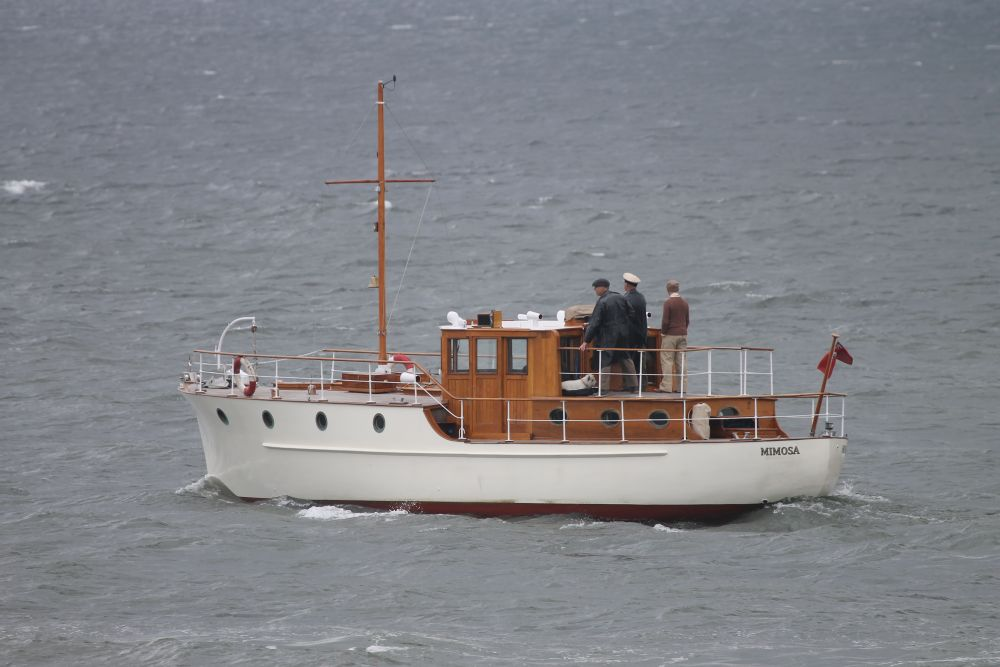
Mimosa
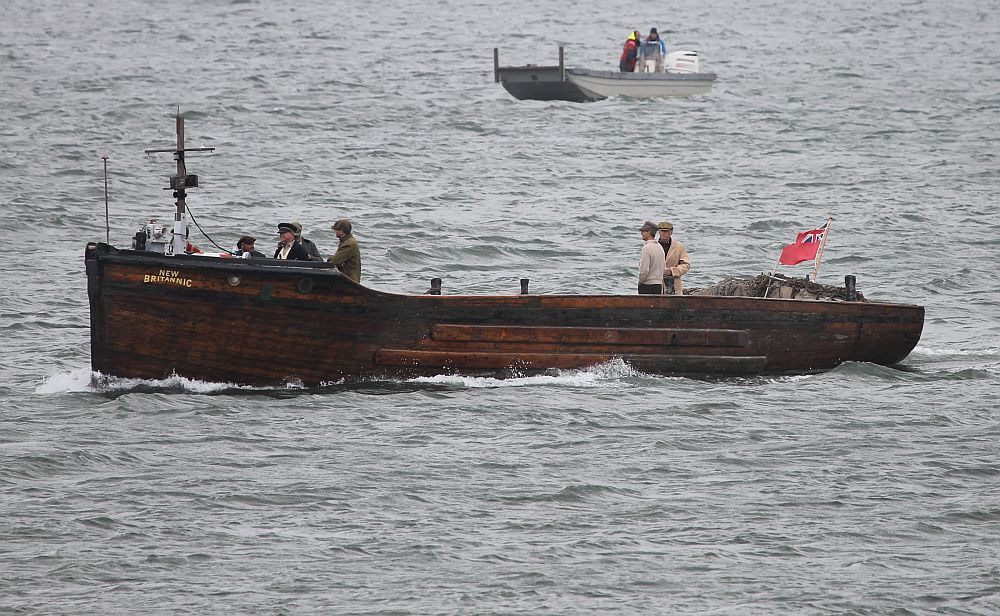
New Britannic
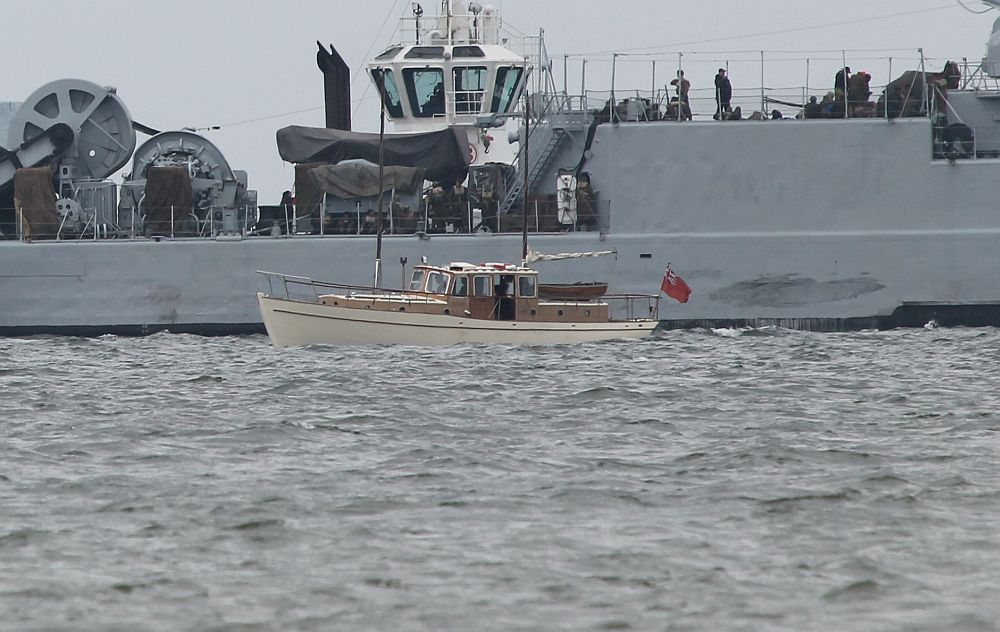
Nyula
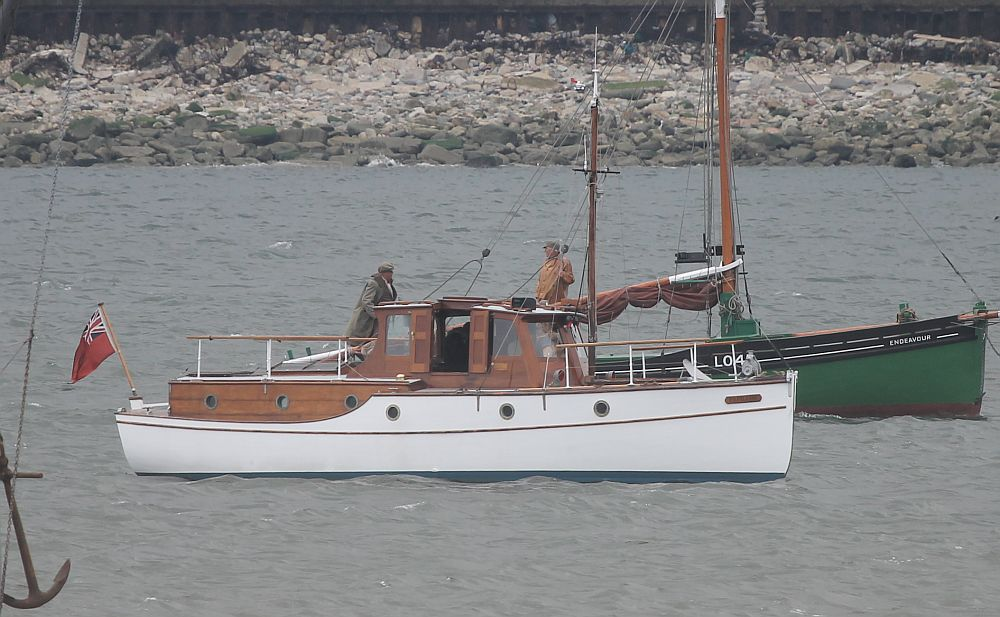
Papillon
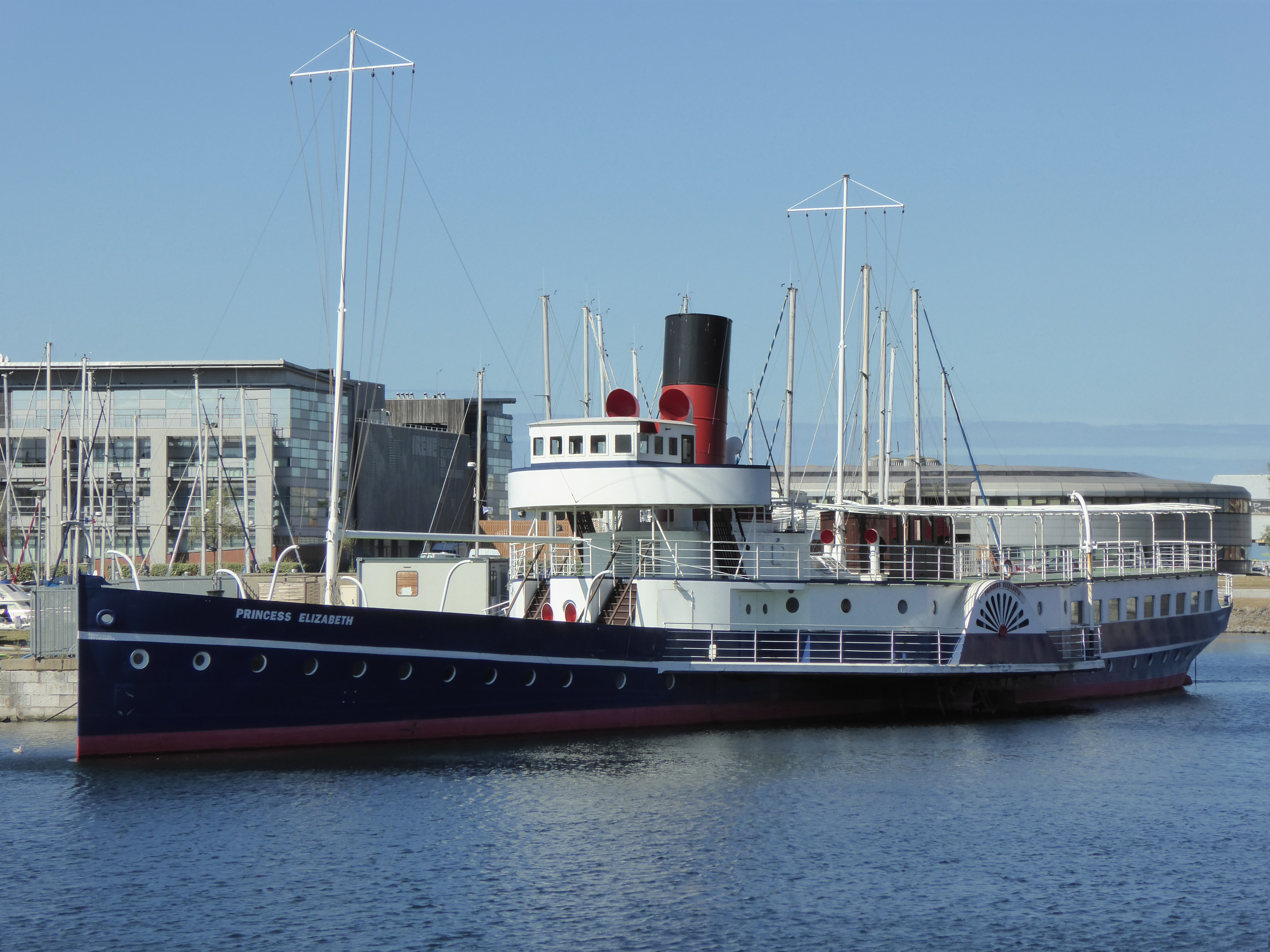
Princess Elizabeth
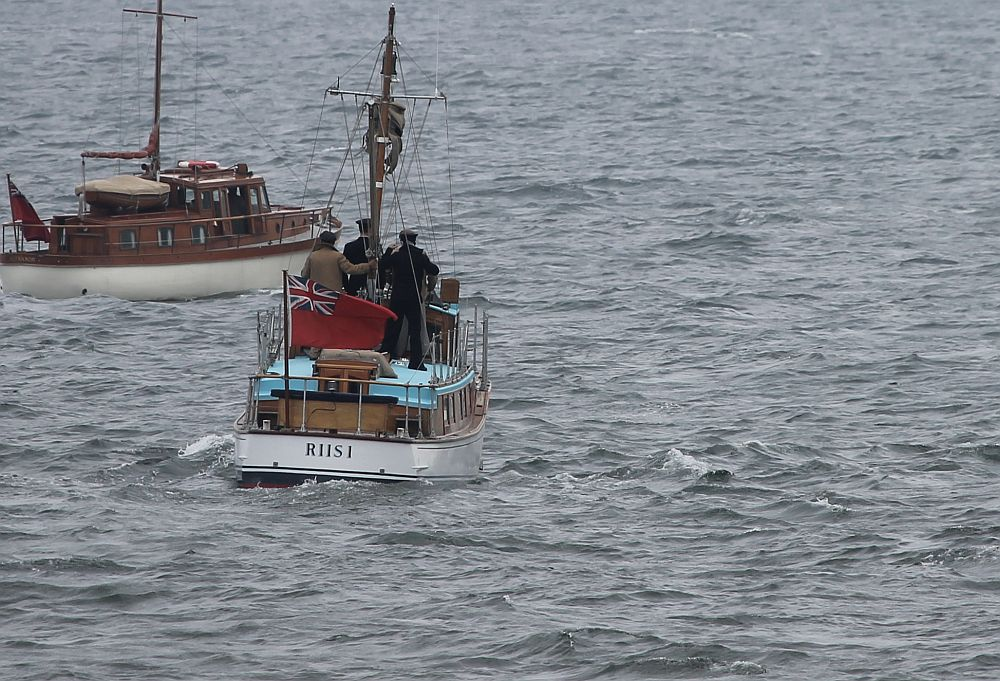
RIIS I